# Turkmenistan Airlines

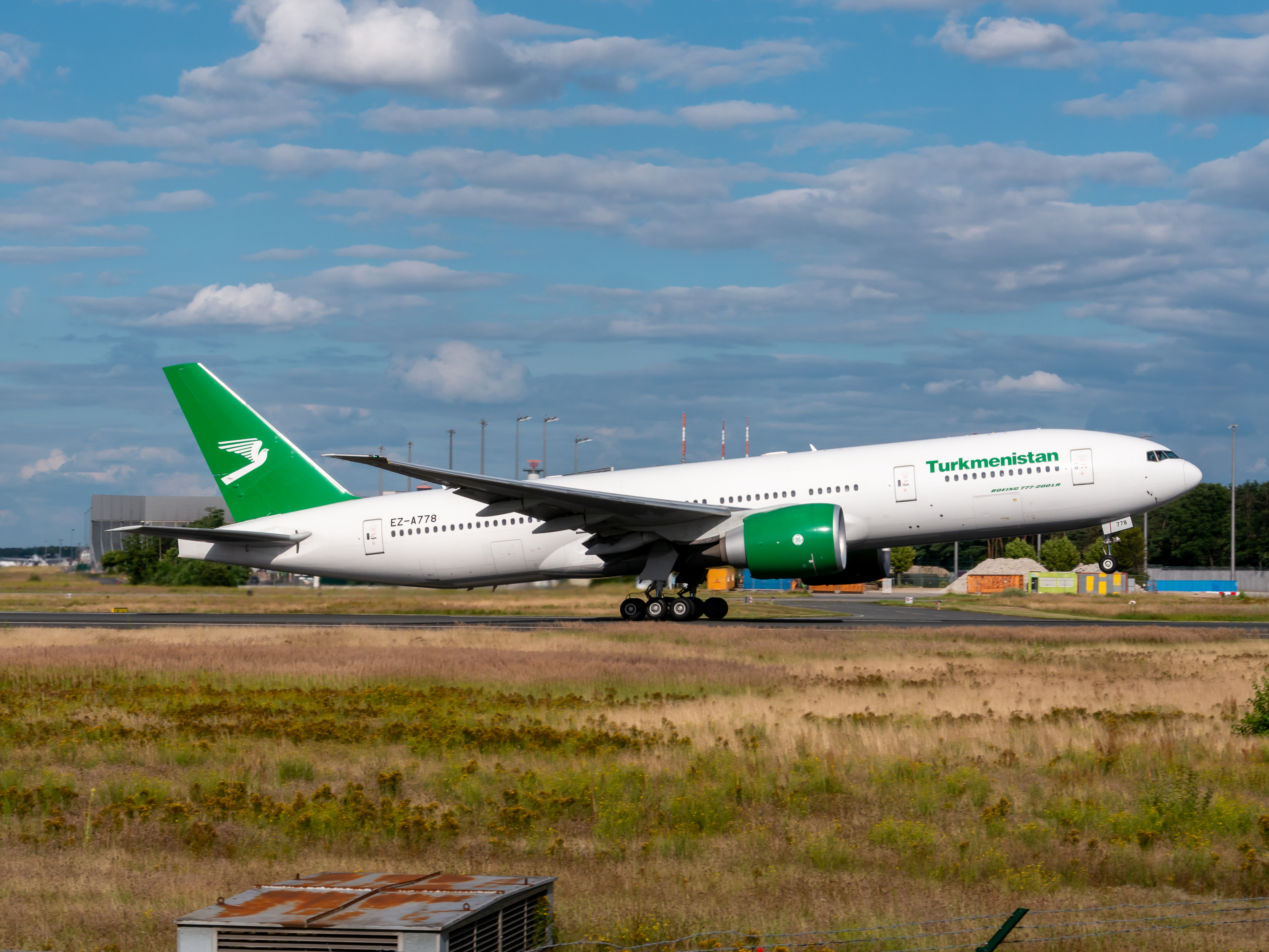
Un Boeing 777-200LR, avion long-courrier

Turkmenistan Airlines (en turkmène Türkmenhowaýollary) est la compagnie aérienne nationale du Turkménistan. Elle opère depuis l'aéroport d'Achgabat. La compagnie aérienne relie sa base d'attache d'Achgabat avec des destinations en Russie, en Europe et en Asie. Tous ses vols internationaux sont assurés par des Boeing et des pilotes formés dans les écoles occidentales. La flotte a été renouvelée et deux Boeing 737-800 ont été livrés en décembre 2013, l'un des deux desservant la ligne de Paris.

## Codes aviation
- Code IATA : T5
- Code OACI : TUA
- Flotte : 74 (+4 commandes)
- Destinations : 18
- Siège social : Département de l'aviation civile de l'État turkmène
- Personnes clés : Bayramdurdy Annadurdyyev Çarygulyyeviç, PDG de Turkmenistan Airlines
- Appellation : TURKMENISTAN

## Services
Les lignes de Turkmenistan Airlines relient Achgabat à des villes en Russie, en Europe et en Asie.
Depuis 2001, la société aérienne a éliminé sa flotte vieillissante datant de l'ère soviétique en remplaçant ses avions par des Boeing 717, 737, 757 et plus récemment 777.
Le Turkménistan était le premier des anciens États soviétiques à acheter un avion de Boeing en 1992.

Turkmenistan Airlines possède un site Web officiel : www.turkmenairlines.com.

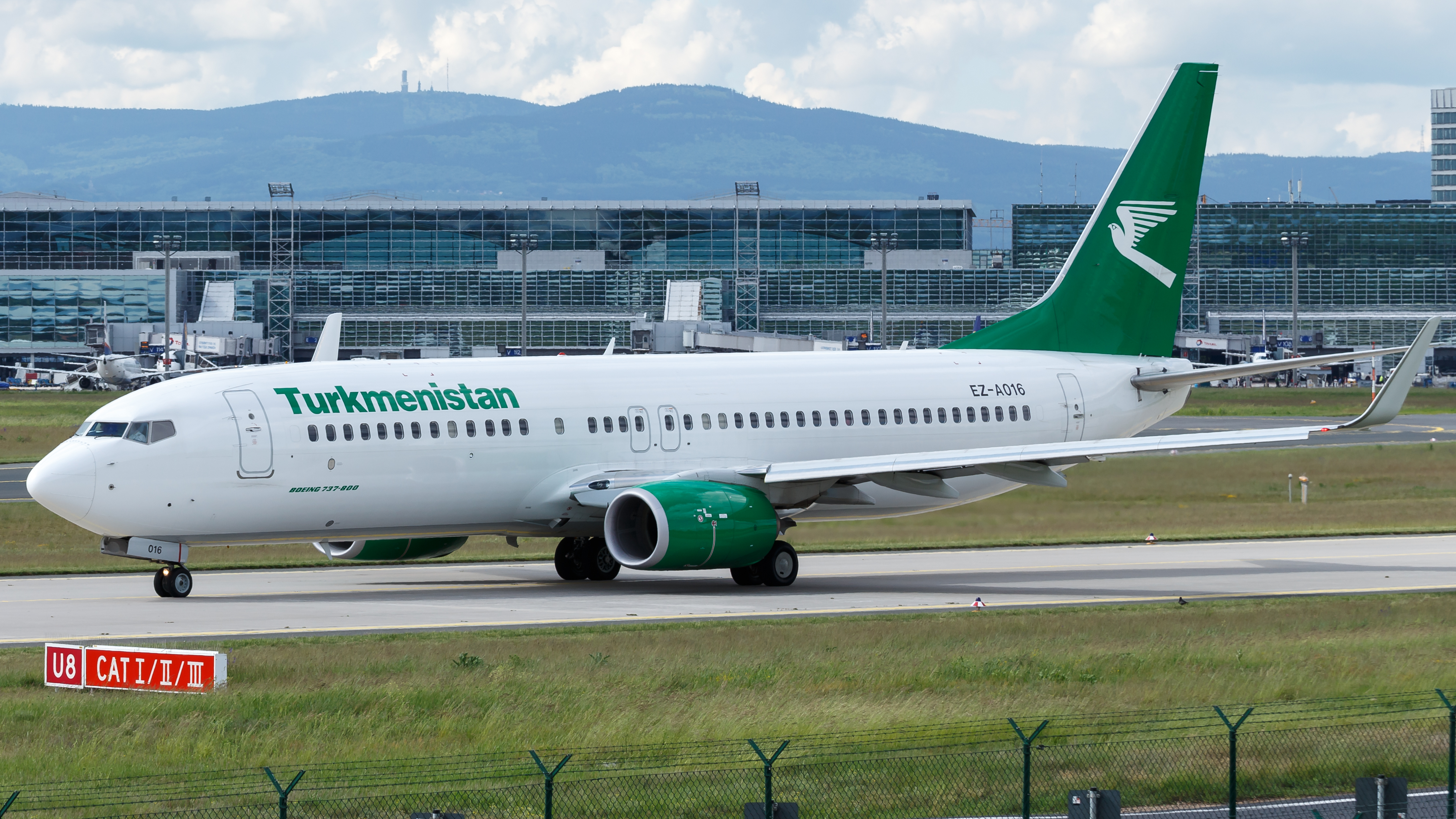
Boeing 737-800 à l'aéroport de Francfort

## Destinations
Turkmenistan Airlines dessert les destinations suivantes :

### AuTurkménistan
- Achgabat (aéroport d'Achgabat)
- Kerki (aéroport de Kerki)
- Daşoguz (aéroport de Daşoguz)
- Gazachak
- Khazar
- Mary (aéroport de Mary)
- Türkmenabat (aéroport de Türkmenabat)
- Türkmenbaşy (aéroport de Türkmenbaşy)

### Asie

#### Asie centrale
- Almaty
- Karachi (aéroport international Jinnah)

Turkmenistan Airlines a lancé des services hebdomadaires entre Achgabat et Almaty au Kazakhstan le 28 mai 2007, en utilisant Boeing 737-800. C'est la première liaison aérienne programmée entre les deux pays en deux ans.

#### Asie du sud
- Amritsar (Aéroport international de Raja Sansi), Delhi (Aéroport international Indira Gandhi)

#### Asie de l'est
- Pékin (aéroport international de Pékin)

#### Asie du Sud-Est
- Bangkok (aéroport international de Bangkok)
- Kuala Lumpur

### Moyen-Orient
- Abou Dabi (aéroport international d'Abu Dhabi), Dubaï (aéroport international de Dubaï)
- Istanbul (aéroport international Atatürk)
- Ankara
- Téhéran

### Europe

#### Europe de l'Ouest
- Birmingham (aéroport international de Birmingham), Londres (aéroport de Londres-Heathrow)
- Francfort (aéroport de Francfort)
- Riga

#### Europe de l’Est
- Moscou (aéroport international Domodedovo)

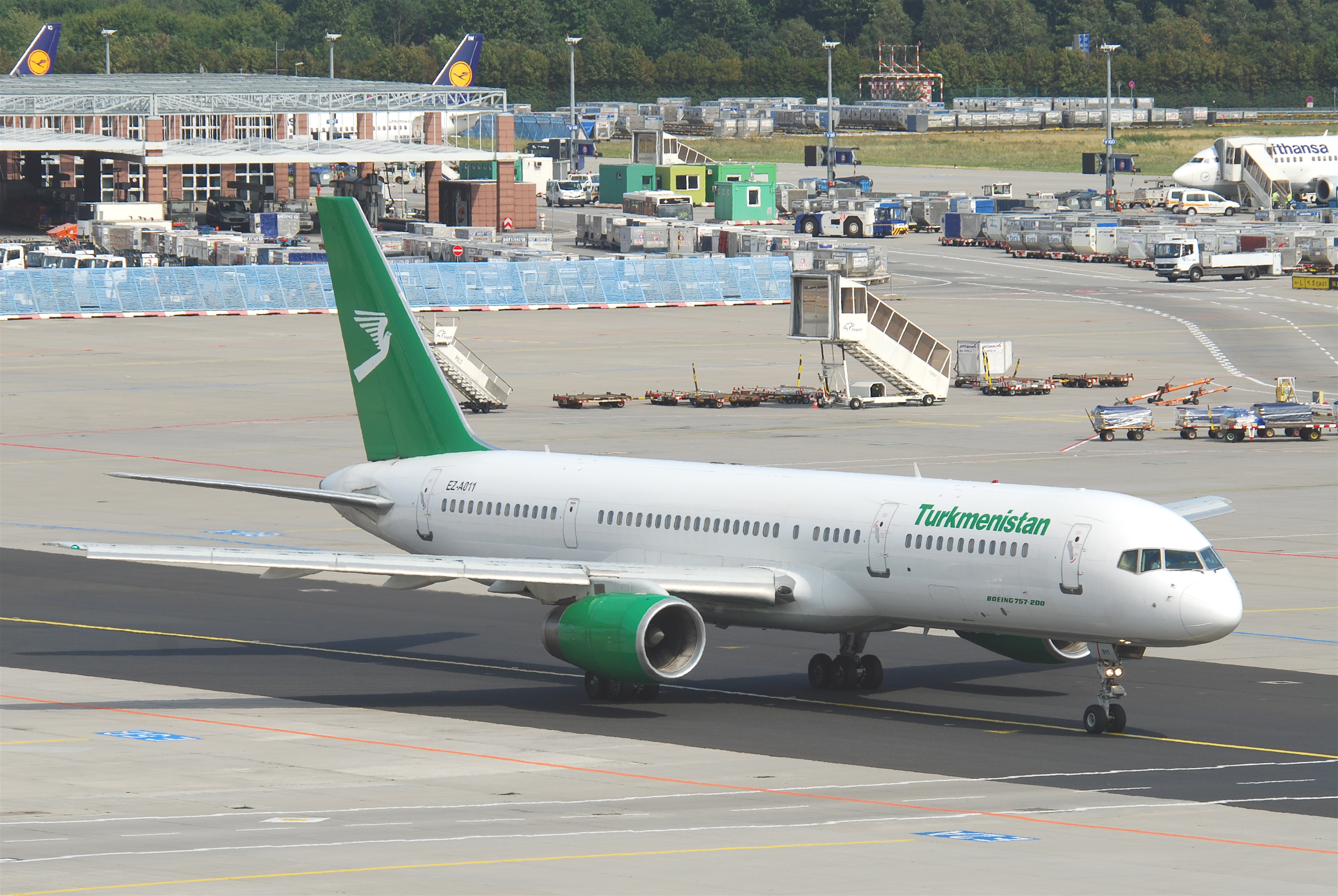
Boeing 757-200

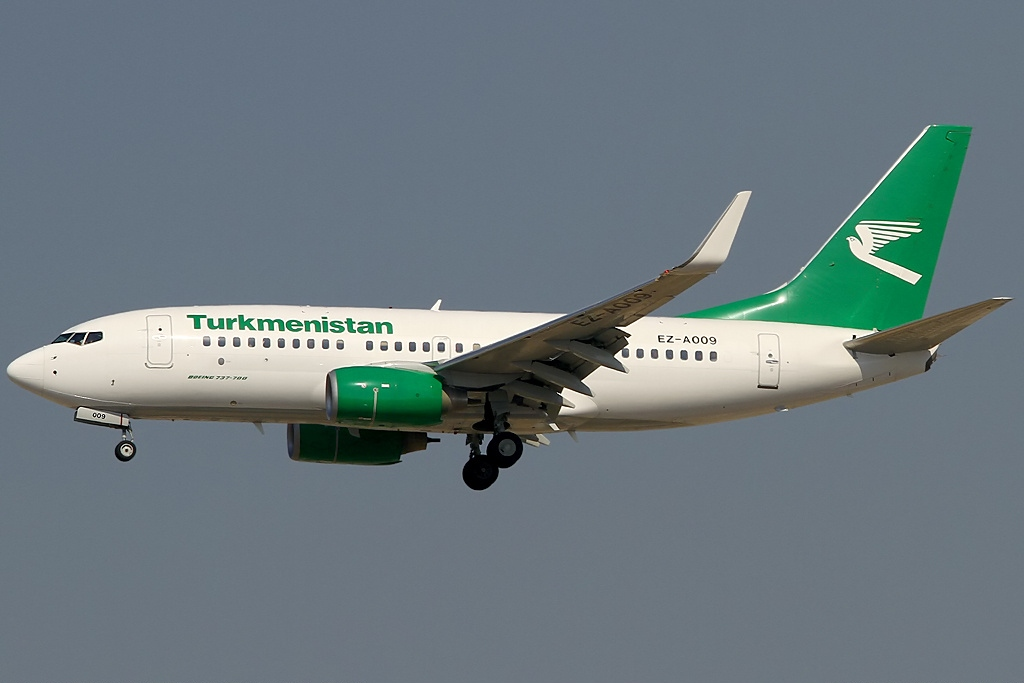
Boeing 737-700 de Turkmenistan Airlines

- Minsk

## Flotte

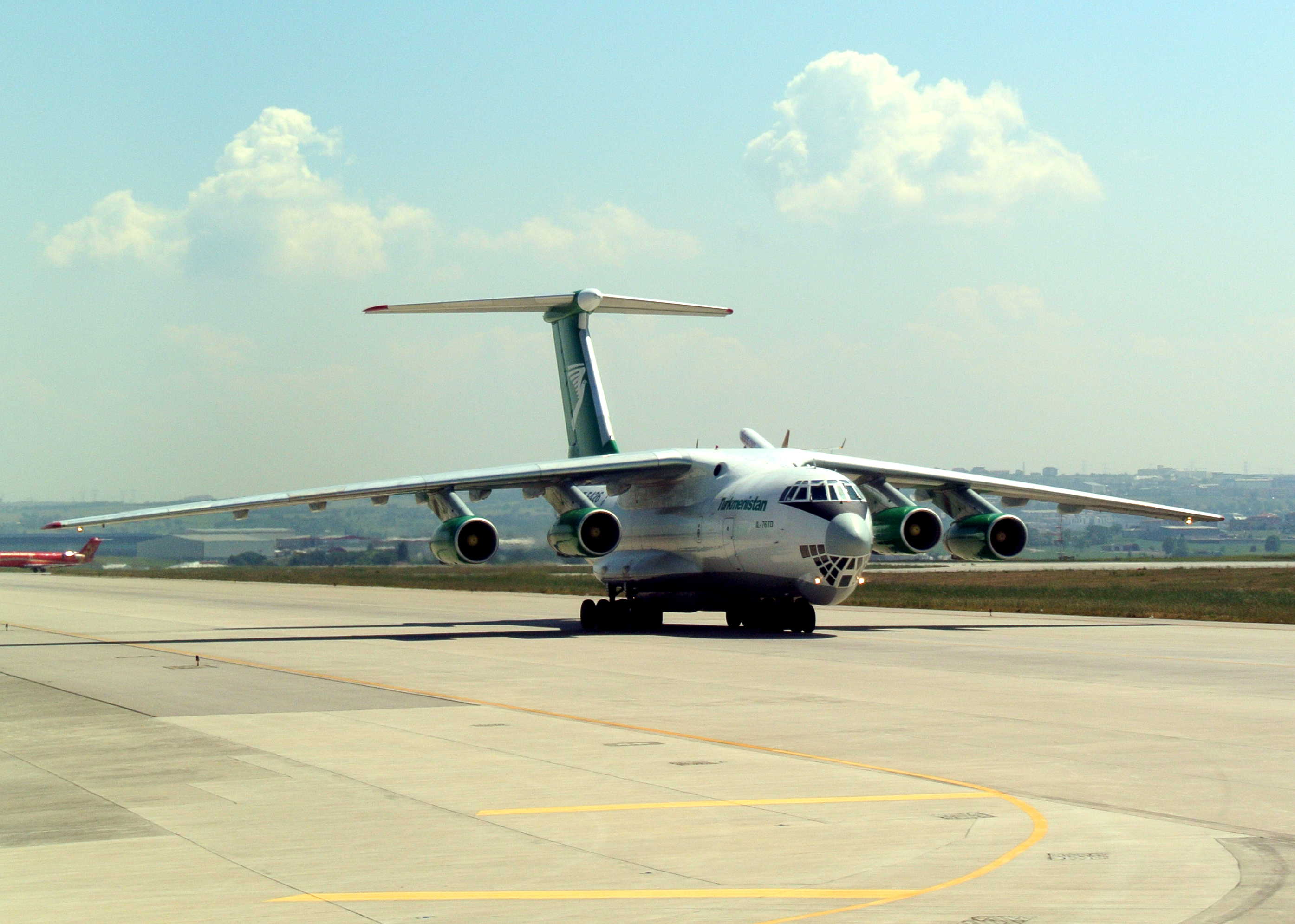
Ilyushin Il-76TD.

En février 2024, la flotte de Turkmenistan Airlines compte 28 appareils,

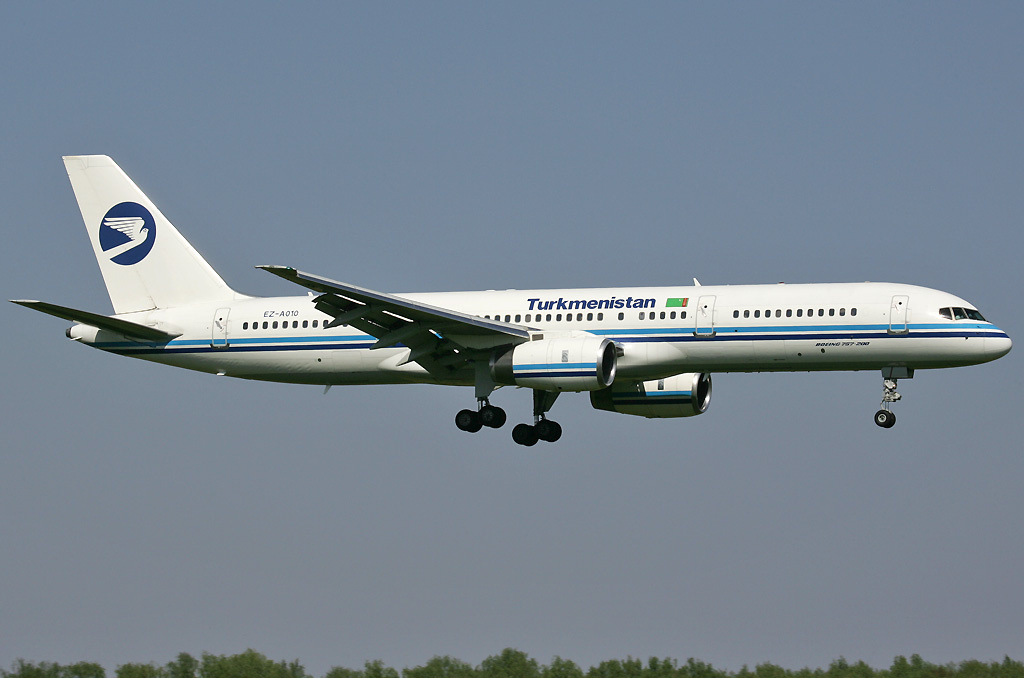
Boeing 757-200 dans une ancienne livrée

Tous les vols internationaux sont assurés par des Boeing.

### Flotte historique
- Antonov An-24
- Antonov An-26
- Boeing 717
- Boeing 757-200
- Boeing 767-300ER
- British Aerospace 125
- Tupolev Tu-154
- Yakovlev Yak-40
- Yakovlev Yak-42